# ثوم عصيفي
ثوم عصيفي (الاسم العلمي: Allium glumaceum) هو نوع من النباتات يتبع جنس الثوم من فصيلة النرجسية.